# Whistling Away the Dark
Whistling Away the Dark är ett musikalbum från 2006 av jazzsångerskan Jeanette Lindström.

## Låtlista
1. Whistling Away the Dark (Henry Mancini/Johnny Mercer) – 4'22
2. My One and Only Love (Guy Wood/Robert Mellin) – 5'27
3. You Go to My Head (Fred Coots/Haven Gillespie) – 6'05
4. I Didn't Know What Time It Was (Richard Rodgers/Lorenz Hart) – 4'43
5. Jitterbug Waltz (Fats Waller/Richard Maltby Jr) – 3'04
6. The Nearness of You (Hoagy Carmichael/Ned Washington) – 4'47
7. Lush Life (Billy Strayhorn) – 5'43
8. Misty (Errol Garner/Johnny Burke) – 2'17
9. Nature Boy (Eden Ahbez) – 3'56
10. Peace (Horace Silver) – 4'50
11. Night and Day (Cole Porter) – 6'07
12. To Marvelous for Words (Richard Whiting/Johnny Mercer) – 3'27
13. What Are You Doing the Rest of Your Life (Michel Legrand/Marilyn Bergman/Alan Bergman) – 5'58
14. When There Is Love (Abbey Lincoln) – 4'15
15. Grow Old With Me (John Lennon) – 3'31

## Medverkande
- Jeanette Lindström – sång
- Palle Danielsson – bas
- Magnus Öström – trummor
- Bobo Stenson – piano (1, 2, 4–5, 7)
- Jonas Östholm – piano (3, 10–11, 13–15), tramporgel (12)

## Recensioner
- Svenska Dagbladet 25 oktober 2006
- Lira 1 december 2006